# Аввакумов, Николай Михайлович (1908)
Никола́й Миха́йлович Авва́кумов (1908—1945) — советский график, член Уральского филиала АХР. Рисовальщик времен первых советских пятилеток, художник, создавший документальную летопись жизни своей эпохи.
Автор портретов самых знаменитых людей того времени: Ленина, Горького, Свердлова, Кирова, Сталина, строителей Магнитки и других.
В годы Великой Отечественной войны с карандашом в руках прошёл по фронтовым дорогам в составе 3-й ударной армии художником-корреспондентом газеты «Фронтовик» и создал огромное количество газетных рисунков, портретов, листовок, плакатов, запечатлевших события и людей, подвиги которых оставили яркий след на страницах истории. За всю свою жизнь художник создал более 5 тысяч рисунков, плакатов, зарисовок.

## Биография
Николай Михайлович Аввакумов родился 24 августа (6 сентября по н. с.) 1908 года в городе Асбестовые рудники (ныне Асбест) Пермской губернии в семье первой учительницы города Ф. И. Аввакумовой.
В Асбесте окончил школу, ФЗУ.
1925—1928 — учился в Пермском художественно-педагогическом училище (одним из педагогов был И. Я. Хазов), четырёхгодичный курс окончил за три года.
c марта 1929 — член Свердловского филиала АХРа.
с 1924 года — член ВЛКСМ, был секретарём ячейки ВЛКСМ заводоуправления Магнитостроя. Вёл изокружок на Магнитострое, при МК ВЛКСМ и др.
В 1930 году — по рекомендации А. В. Луначарского работал на Магнитке, где создал ряд ценнейших произведений графики из жизни гиганта металлургии.
Являлся Депутатом Магнитогорского Совета Первого Созыва.

Памятник на могиле

1932—1941 — художник-корреспондент газеты «Комсомольская правда».с 1932 года в Москве.
c 1934 — член Московского союза советских художников.
В РККА с 25 декабря 1941 года. Призван Бауманским РВК г. Москвы.
1942—1944 — был художником-корреспондентом газеты «Фронтовик» в составе 3-й ударной армии.
С декабря 1942 года — член КПСС.
Приказом по 3 ударной армии № 029\н от 11 января 1943 года награждён медалью «За боевые заслуги».
Приказом № 0113\н по 3-й ударной армии от 29 апреля 1944 года награждён орденом Красной Звезды.
С 1944 года по август 1945 — художник Студии военных художников имени М. Б. Грекова, по заданию который выезжал на фронт, был в городах: Вена, Бухарест, Будапешт, Вильно, Арад, Могилёв, Минск, Бобруйск, Великие Луки и других.
Награждён медалью «За победу над Германией».
Умер Н. М. Аввакумов в Москве 8 декабря 1945 года.
Похоронен на Донском кладбище.
9 мая 1958 года, в День Победы, Студией военных художников им. М. Б. Грекова на могиле был открыт скульптурный портрет Н. М. Аввакумова работы Е. В. Вучетича, с которым он дружил при жизни.

## Публикации работ Н. М. Аввакумова
в периодической печати и книгах, отдельные издания

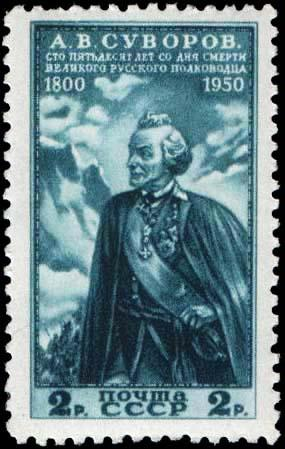
Марка «Суворов в Альпах»
«150 лет со дня смерти великого русского полководца»
(с рисунка Николая Аввакумова, 1941, Москва, Государственный музей изобразительных искусств имени А. С. Пушкина)

1. с августа 1929 по июль 1930 — печатался в областной пионерской газете «Всходы коммуны», Свердловск.
2. с 1932 по 1938 — «Комсомольская правда» (№ 38, 252, 259 1933; № 257 1935; № 68 1944 и др.)
3. Рисунки о Магнитострое. — «Комсомольская правда» 12 января 1932.
4. Портрет Клары Цеткин. — «Комсомольская правда», 21 февраля 1933.
5. Портрет Владимира Маяковского — «Комсомольская правда», апрель 1939.
6. Портрет В. И. Ленина:
  - «Писатели о комсомоле». — М.: «Молодая гвардия», 1934.
  - «The Moscow News» № 45, ноябрь, 1934.
  - газета «Правда» № 347, 1935, № 7, 1936 и др. номера.
  - в кн.: Сталин. «О Ленине». — Партиздат ЦК ВКП(б), 1938.
  - «Труд» № 17, 1939.
  - газета «Лёгкая индустрия» № 1, 1940.
  - Портрет В. И. Ленина. 1940] — газета «Московский художник», № 7(90), апрель 1961, с 1.
  - Портрет В. И. Ленина. 1940. — Альбом «Ленин в изобразительном искусстве». — М.: «Советский Художник», 1960.
  - Портрет В. И. Ленина. 1940. — Альбом «Ленин в изобразительном искусстве». — М.: издательство «Советский Художник», 1961.
  - Портрет В. И. Ленина. 1940. — Альбом «Ленин в изобразительном искусстве» (на нем. яз., для ГДР). — М.: «Советский Художник», 1961.
7. Портреты К. Маркса и Ф. Энгельса (собрание ГТГ):
  - «Манифест коммунистической партии» — Партиздат, ЦК ВКП(б) — 1938.
  - «Манифест коммунистической партии» — Партиздат, ЦК ВКП(б) — 1948.
  - Газета «Рабочий край» № 41 (8064), 27 февраля 1948. Орган Ивановского Обкома.
  - Газета «Советская Сибирь» № 41 (8500), 27 февраля 1948. Орган Новосибирского Обкома и в др. изданиях.
  - «Рассказы о Марксе и Энгельсе». — M.: «Детгиз», 1956. — на обложке книги портреты Маркса и Энгельса. (собрание ГТГ)
8. Портрет Сталина периода 1920 года (собрание ГТГ)
  - в кн.: К. Е. Ворошилов «Сталин и Красная Армия»
  - «Иллюстрированная газета» № 23, 1949.
  - Альбом «Сталин» Госполитиздат, 1939, 1949.
  - Альбом «Ленин» Госполитиздат, 1939.
  - Журнал «СССР на стройке» № 4-4, 1939. и в др. изданиях.
9. Портрет Сталина в 1920 году, цветной (собрание Музея В. И. Ленина):
  - Журнал «СССР на стройке». № 12, 1949.
  - Карта «И. В. Сталин на фронтах гражданской войны» 1939—1940.
10. Портрет Сталина (собрание ГМИИ им. Пушкина):
  - «Блокнот Агитатора Красной Армии» № 2, 1945.
  - рисунок с плаката. — «Литературная газета» № 1, 1945.
  - «Огонёк» № 1, 16-17, 1946.
  - «Огонёк» № 51, 1949.
  - «Советский спорт» № 47, 1946.
  - Красноармейская иллюстрация № 8, 1946.
  - Издательство «Искусство» — плакат «Портрет Сталина»
  - Альбом «Студия военных художников им. М. Б. Грекова». 1947 и др. изданиях.
11. Портрет С. М. Кирова (собрание Пермской галереи)
  - Журнал «USSR in construction» № 10 (обложка) 1939.
  - «Огонёк» № 10 (обложка), 1939.
  - «Огонёк» № 48, 1949.
12. Плакат «1918—1945» (собрание Дирекции выставок и панорам)
  - М.: «Искусство». плакат. — 1945. Удостоен премии.
  - Обложка журнала «Фронтовая иллюстрация»
13. Х. Ушенин. «Студия военных художников имени Грекова». — М.: «Искусство», 1951. — 104 с. :
  - Портрет Сталина (собрание студии).
  - Могилёв. 1945 (собрание студии).
14. Альбом «XV лет ВЛКСМ» (1933).
  - Комсомольские домны на Магнитострое.
  - Карта подводных работ.
  - фото художников М. Куприянова, Б. Пророкова, Н. Аввакумова.
15. Портрет Героя Социалистического Труда Токарева. — М.: «Искусство».
16. Портрет А. Суворова (собрание ГМИИ им. Пушкина):
  - Издательство «Искусство», 14 мая 1941.
  - Издательство «Искусство», 1949.
  - Издательство «Искусство», 1950. (лист второй).
  - в кн: Альбом «Великая Отечественная война в Советской графике». — Издание ГМИИ им. А. С. Пушкина, 1948.
  - Почтовая марка «150 лет со дня смерти великого русского полководца». 1950 год.
  - «Советский воин» № 9, 1950.
  - «Московский комсомолец» 18 мая 1950.
  - «Вечерняя Москва» № 116, 1950.
  - «Комсомольская правда» № 117, 19 мая 1950 и в др. изданиях.
17. Портрет Сталина в 1900 — в кн.: «Батумская демонстрация 1902 года». — М.: Партиздат, 1937.
18. Портрет Салтыкова-Щедрина. — М.: «Большевистская печать» № 8, 1939.
19. Дм. Лебедев. «Границы СССР неприкосновенны», 1934. — Обложка.
20. Сергей Диковский «Застава Н.». — М.: «Молодая гвардия», 1933.
21. Семён Нариньяни. «Дорога в совершеннолетие». — М.: «Молодая гвардия», 1932.
22. Семён Нариньяни и Юрий Жуков «Счёт на чуткость». — М.: «Молодая гвардия», 1933.
23. Семён Нариньяни «Сверстники». — М.: «Молодая гвардия», 1935.
24. Марк Колосов «Избранное». — М.: «Молодая гвардия», 1933.
25. Георгий Бутковский «Порт-Артур». — М.: «Молодая гвардия», 1935.
26. Журнал «Фронтовая иллюстрация» № 22. 1944. — Обложка.
27. Портрет Ворошилова. — «Крокодил» № 5, 1939.
  - «Правда» 1934.
  - Журнал «Интернационал молодежи» № 11—12.
28. Единый фронт. — М.: «Правда», 1934. — Обложка.
29. «Техника — молодёжи», № 1, 1936. — Обложка.
30. «Смена» № 1, 1934.
31. Портрет A. M. Горького. — журнал «Большевистская печать», № 11, 1939.
32. К. Г. Паустовский. «Смерть сигнальщика Гущина» (иллюстрации).
33. Сергей Крушинский «Размышления у кровати спящего сына» (иллюстрации).
34. Портрет Горького (смеющийся). — «Огонек» № 23, 1946.
35. «Апрельская конференция большевиков 1917 года» (собрание ГТГ).
  - «Советский Союз» № 11 (21), 1951.
  - Альбом «Ф. Э. Дзержинский» — 1950.
  - газета «Советский художник», 18 декабря 1969, № 51 (378) (в статье Вальдмана «Разговор с товарищем Лениным»).
  - «Большая Советская Энциклопедия» и др. издания.
36. Портрет А. М. Горького (в шляпе) (собрание Музея А. М. Горького). К трехлетию со дня смерти великого писателя. Типография газеты «Правда» заказ № 1859.
37. Плакат Аэрофлота «Защита Отечества есть священный долг каждого гражданина СССР».
38. С декабря 1941 по 1944, во время пребывания на фронте, печатался в армейской газете «Фронтовик» 3-й Ударной Армии — Калининский фронт, 2-й Прибалтийский фронт.
39. Фронтовые рисунки. — «Комсомольская правда» № 68, 21 марта 1944.
40. Портрет С. Орджоникидзе (собрание ГТГ). — Политиздат. Избранные произведения, статьи и речи.
  - Портрет С. Орджоникидзе. — М.: «Искусство», 1950.
41. Серия Папанинцы (собрание Пермской галереи):
  - Отважным завоевателям Северного полюса. — «Изогиз», 1937.
  - Папанинцы. — «Изогиз», 1938.
  - Альбом «Полюс смеётся». Типография газеты «Правда» издание № 281. Заказ № 628/ 1938. — Серия «Папанинцы».
  - Папанинцы на льдине. — журнал «Молодой колхозник», № 4, 1938.
42. Портрет авиаконструктора А. С. Яковлева. — М.: «Искусство».
43. Портрет Я. М. Свердлова (собрание ГТГ):
  - М.: «Искусство».
  - М.: «Советский Художник». 1952.
  - М.: «Искусство», 1950.
44. Портрет А. М. Горького (собрание Музея А. М. Горького). — М.: «Советский Художник», 1951.
45. Плакаты в числе других печатались в издательстве «Искусство», некоторые удостоены премий:
  - Плакат «По вражьей земле, вперед к победе». Выпущен к 27-й годовщине Великой Октябрьской социалистической революции. 1944 (собрание Государственного Литературного музея).
  - Плакат «Больше металла, больше оружия». 1941.
  - Плакат «Присяга». 1940.
  - Плакат «Завоевания Октября не отдадим». 1941.
  - Плакат «Смерть немецко-фашистским захватчикам». 1944.
  - Плакат «1918-1945 г.» (плакат премирован, собрание Дирекции выставок и панорам)
  - Плакат «Будь героем Отечественной войны. Уничтожай танки врагов!»
  - Плакат «Сокрушим врага» (собрание Государственного Литературного музея).
46. Журнал «30 дней». № 10, 1933. Иллюстрации к рассказу С. Диковского.
47. «Комсомольская правда» № 147/9553, 25 мая 1956. — Рисунки о Магнитострое и статья о художнике.
48. Журнал «Молодой колхозник», сентябрь 1956, с. 15—17. — Рисунки о Магнитострое и статья о художнике.
49. С. Нариньяни «Ты помнишь, товарищ!» — М.: «Молодая гвардия», 1957 (рисунки Н. Аввакумова периода 1933 года).
50. О книге «Ты помнишь, товарищ!» и о её рисунках. — «Вечерняя Москва», № 195, 19 августа 1957, с. 3.
51. Портрет В. Маяковского. (собрание Государственного Литературного музея). — М.: «Искусство», 1950.
52. Портрет Маяковского (собрание ГМИИ им. А. С. Пушкина). — в кн.: Т. 65: Новое о Маяковском / Отделение литературы и языка АН СССР; Редакция: В. В. Виноградов (гл. ред.), И. С. Зильберштейн, С. А. Макашин, М. Б. Храпченко. — М.: Изд-во Академии наук СССР, 1958. — 628 с.: ил. — (Лит. наследство; Т. 65). — с. 341.[5].
53. Портрет Белинского (собрание Государственного Литературного музея). — в кн.: «Новое о Белинском». — М.: Изд-во Академии наук СССР, 1958. — (Лит. Наследство).
54. 2 рисунка и статья «Прекрасное долголетие» (к 50-летию со дня рождения). — «Комсомольская правда». № 199 (10218), 24 августа 1958, с. 4.
55. Рисунки и статья «О счастье художника». — газета «Московский художник», № 16/28, 31 августа 1958, с. 5.
56. Портрет водолаза Арсентьева. (собрание ГМИИ им. Пушкина) — журнал «Творчество» № 6 1936, с. 23.
57. Письма, дневник, рисунки, портрет // Х. Ушенин. — «Военные художники на фронтах Великой Отечественной войны». — Л.: «Художник РСФСР», 1962.
58. О книге «Военные художники на фронтах Великой Отечественной войны». — «Огонёк» № 43, октябрь 1963, с. 9.
59. Портрет рабочего Пузанова. — «Художник» № 2, 1963, с.18.
60. «Коксохимический комбинат». (собрание ГТГ) — «Искусство» № 6 1965.
61. Гутман. Рисунок Н. Аввакумова. «Мальчик с винтовкой» — «Художник» № 5, 1965.

в альбомах и каталогах
- Альбом «XV лет ВЛКСМ». 1933 год.
- Каталог выставки рисунков художника Н. М. Аввакумова. — М.: «Советский художник». 1949.
- Каталог выставки военных художников Студии им. М. Б. Грекова. 1945.
- Каталог выставки «20 лет Студии военных художников им. М. Б. Грекова». 1955.
- Каталог выставки «15 лет со дня Победы». 1961.

## Работы находятся в собраниях
- Государственная Третьяковская Галерея
- Государственный Русский Музей
- ГМИИ им. А. С. Пушкина
- Государственный Литературный музей.
- Пермская государственная художественная галерея
- Магнитогорский краеведческий музей (недоступная ссылка). Рисунки — ф. 2519, 3 ед. хр., 1929—1938.[6]

## Публикации о Н. М. Аввакумове
книги и мемуары
1. Из фронтовых дневников и писем жене (семейный архив, опубликовано впервые)
2. «Военные художники студии им. Грекова на фронтах Отечественной войны». — М.: «Искусство». — 1946.
3. Сидоров А. А. «Графика». — М.: «Искусство». — 1949.
4. «Н. M. Аввакумов». — М.: «Советский художник». — 1949.
5. Книга отзывов о выставке Н. М. Аввакумова. 1949.
6. Стенограмма Вечера Памяти художника Н. М. Аввакумова 28 октября 1949.
7. Никифоров Б. М. «Николай Михайлович Аввакумов (1908—1945)» / Б. М. Никифоров. — М. : «Искусство», 1950. — 28 с. ББК: 85.143(2)6
8. «Уральский биографический словарь». — Молотовский Государственный университет имени A. M. Горького, 1950.
9. «Студия военных художников им. Грекова». — М.: «Искусство». — 1951, с. 82.
10. «Николай Михайлович Аввакумов». — М.: «Советский художник». — 1952.
11. «Русское советское искусство» (1917—1950). — М.: «Искусство». — 1954.
12. Семён Нариньяни. «Ты помнишь, товарищ!» — М.: «Молодая гвардия». — 1957, с. 16.
13. «В. И. Ленин в произведениях советских художников». — М.: «Советский художник». — 1961.
14. Сазонов Н. С. «Записки уральского художника». — Л.: «Художник РСФСР». — 1966.
15. (Наши земляки). Художник Н. М. Аввакумов / П. Никитин, Н. Рубцов // Календарь-справочник Свердловской области, 1968. — Свердловск, 1968. — c 115.
16. Пророкова С. А.. Николай Аввакумов. — Л.: «Советский художник». — 1969.
17. П. Никитин, Н. Рубцов. «Город горного льна» // Очерки по истории Асбеста. — Свердловск, Сред.-Урал. кн. изд-во, 1970. — с. 108, 176. (о Н. М. Аввакумове и его матери, Ф. И. Аввакумовой).
18. «Магнитка» (к 40-летию металлургического комбината). — Челябинск, Юж.- Урал. кн. изд-во, 1973. — с. 49.
19. Чечулин, А. И. Н. М. Аввакумов / А. И. Чечулин. — Свердловск: Сред.-Урал. кн. изд-во, 1988. — 176 с.
20. Ярков, С. П. Аввакумов Николай Михайлович / С. П. Ярков // Уральская историческая энциклопедия. — Екатеринбург, 2000. — c. 10.
21. Амосова Л. Ф. «Асбест. Жизнь и судьба» // Дизайн М. Н. Аввакумова. — Асбест, 2005. — 256 с., илл.[7] (Автор книги, Любовь Фёдоровна Амосова — руководитель мемориального музея Н. М. Аввакумова, председатель общества краеведов, создатель школы юного экскурсовода, знаток истории Асбеста[8])
22. Из книги Ю. А. Левина «Восславившие подвиг»:

Аввакумов был привязан к редакции. «Фронтовик» — газета ежедневная. Художнику надо было прикладывать свои руки к каждому номеру. И вся беда заключалась в том, что у нас тогда ещё не было цинкографии. Клише мы изготовляли из линолеума. Делал это Николай Аввакумов. Он рисовал, он же и вырезал. Художник сначала делал рисунок на ватмане, затем все повторял на линолеуме и, вооружившись нужным инструментом, создавал линогравюру. Потом он укреплял гравюру на деревянной колодке, сам тщательно заверстывал её в наборную полосу и приправлял в печатной машине. Так работал Аввакумов. Он был не только художником, но и опытным полиграфистом.

<…>

Портрет — самое любимое увлечение Аввакумова. Героев боев он готов был рисовать без передышки. Работал он в любых условиях — в землянке, на лесной поляне, в траншее, на командном пункте, в медсанбате. Шли бои за Великие Луки — художник вместе с войсками, фронт перебросился к Пустошке — Аввакумов идёт вслед за наступающими, взята Идрица — он на улицах горящего города. Аввакумов был неутомим. Кто бы тогда мог сказать, что этого сильного, любящего жизнь и людей человека через год в тридцатисемилетнем возрасте сразит тяжелый недуг. Он умер в сорок пятом. Может быть, это эхо войны? Возможно. Но за год до трагедии он, словно предчувствуя недоброе, работал без сна и отдыха. Аввакумов спешил. Он боялся что-то прозевать, пытался быть там, где нужен был его карандаш. Художник походил на разведчика, он постоянно искал."

<…>

Трудяга — вот какое слово лучше всего характеризует Аввакумова. Если уж он не рисовал, то брался за какое-либо другое дело. Копал, строгал, пилил… Жили мы в редакции обычно вчетвером — Николай Аввакумов, писатель Леонид Елисеев, фотокорреспондент Владимир Гребнев и я. Если нашим домом была землянка, то уж благоустройством её занимался только Николай. Он и доски для нар тесал. И полочки какие-то пристраивал, и ниши сооружал. Мастеровой человек! Ну а в свободную минуту пел. Гитара у него была неразлучной спутницей. И голос приятный. А песен сколько знал! Бывало, запоет Николай — вся редакция соберется…

в периодической печати
1. 10 рисунков и портрет Аввакумова. — «Комсомольская правда» № 11 (2092), 12 января 1932, с. 4.
2. Некролог. — «Красная звезда» № 290, 12 декабря 1945.
3. «Художник воин» (некролог). — «Огонёк» № 18, 1946.
4. Некролог. — «Комсомольская правда» № 289, 11 декабря 1945.
5. «Художник патриот». — газета «Советское искусство» № 42 (1182), 1949.
6. «На выставке Н. М. Аввакумова». — «Огонёк» № 11, 1949.
7. «Талантливый художник». — газета «Красный воин» № 233 (7865), 9 октября 1949.
8. «Выставка рисунков Н. М. Аввакумова». — «Комсомольская правда» № 236 (7485), 6 октября 1949.
9. «Выставка рисунков Н. М. Аввакумова». — газета «Советское искусство» № 41 (1181), 8 октября 1949.
10. «Выставка произведений Н. М. Аввакумова». — «Вечерняя Москва» № 237 (7829), 5 октября 1949.
11. «Выставка работ художника Н. М. Аввакумова». — «Советский воин» № 24, 1949.
12. Н. Машковцев. «Суворов в изобразительном искусстве». — газета «Советское искусство» № 27 (1213), 16 мая 1950.
13. «Творчество художника Н. М. Аввакумова». — газета «Сталинец» орган Автозавода им. Сталина, № 267 (4521), 13 ноября 1949.
14. «Как это было» и рисунки о Магнитострое. — «Комсомольская правда», № 147 (9553), 23 июня 1955.
15. журнал «Молодой колхозник» № 9 1956, с. 17.
16. статья о книге «Ты помнишь, товарищ!» Семёна Нариньяни. — «Вечерняя Москва» № 195, 19 августа 1957, с. 3.
17. «Лагерь прессы у горы Магнитной». — журнал «Советская печать» № 10, 1957.
18. «Художники в Великой Отечественной войне». — газета «Московский художник» № 9, 15 ноября 1957, с. 4.
19. «Родина народного искусства». — газета «Асбестовский рабочий» 12 января 1958.
20. Статья о земляке художнике Николае Михайловиче Аввакумове (к пятидесятилетию со дня рождения). — газета «Асбестовский рабочий» 7 мая 1958, с. 3.
21. «Прекрасное долголетие» (к пятидесятилетию со дня рождения). — «Комсомольская правда» № 199 (20218), 24 августа 1958, с. 4.
22. «О счастье художника» и фото (к пятидесятилетию со дня рождения). — газета «Московский художник» № 16(28), 31 августа 1958, с. 5.
23. Генерал-майор А. А. Дьяконов «Наши боевые друзья». — газета «Московский художник» № 13, 14 июля 1960.
24. «Пепел стучит в моё сердце». — «Комсомольская правда» № 42 (10982), 18 февраля 1961.
25. Гутман. Рисунок Н. Аввакумова. «Мальчик с винтовкой» — «Художник» № 5, 1965.

## Семья Н. М. Аввакумова
Родители

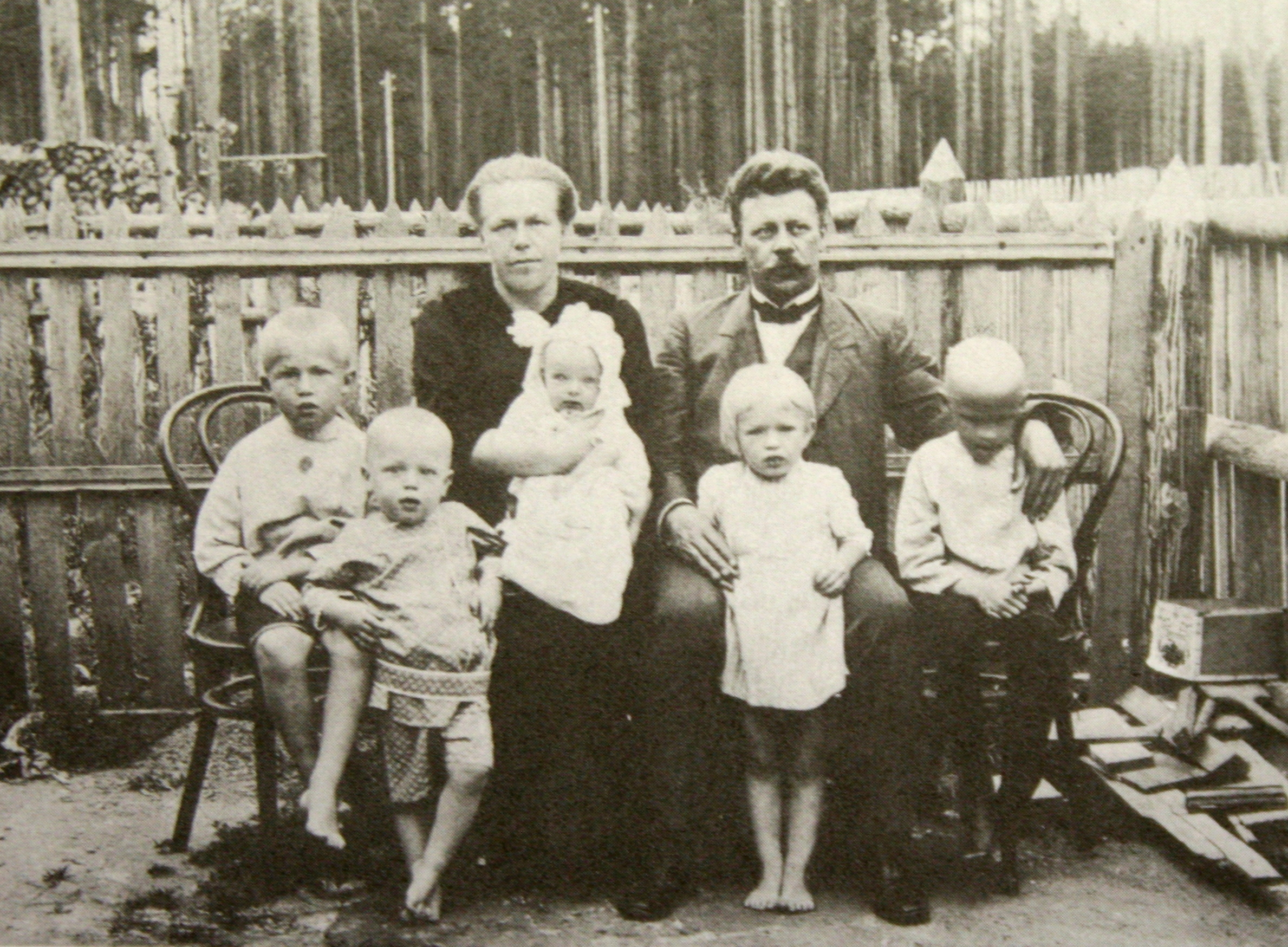
Семья Аввакумовых во дворе дома на прииске П. О. Корево. 1914.

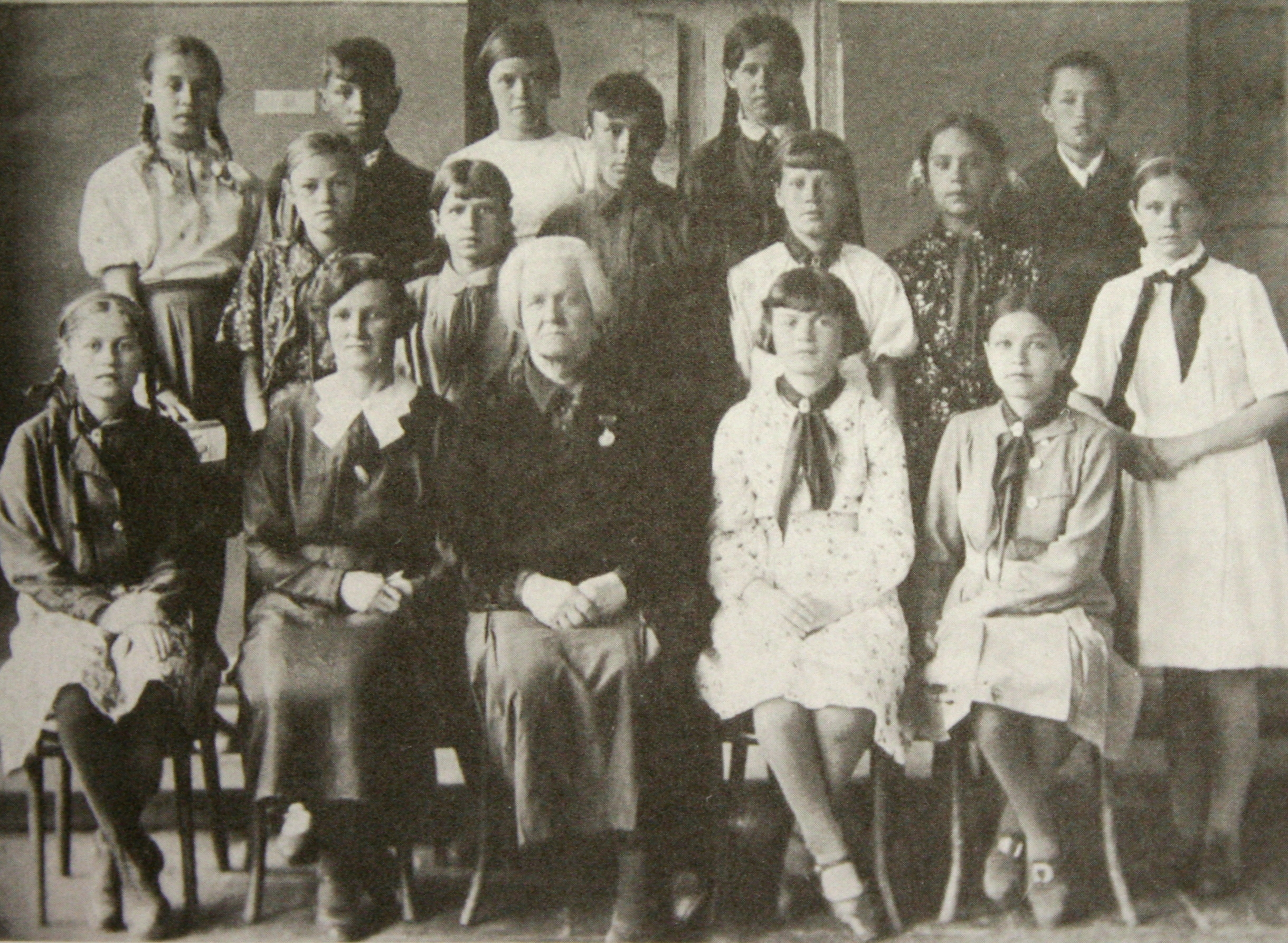
Ученики 6 класса средней школы № 1 им. М. Горького с учителями А. А. Беловой и Ф. И. Аввакумовой. 1939.

- Отец — Михаил Михайлович Аввакумов (1878—1919)
- Мать — Фаина Игнатьевна Аввакумова (в девичестве Кондратьева) (1879 — Ленинград, 1959). — первая учительница города Асбест.

В 1898 окончила 1-ю женскую гимназию в городе Екатеринбург с золотой медалью. В гимназии Фаина Игнатьевна приобщилась к светской и церковной музыке, участвовала в благотворительных концертах. Все годы учёбы она была одной из лучших учениц, получала Похвальные листы при переходе из класса в класс и книги с надписью За благонравие и успехи. Годы учёбы в Екатеринбурге были годами формирования мировоззрения и определили её дальнейший жизненный путь.
После окончания гимназии проработала три года народной учительницей в земской народной школе при Верхне-Тагильском заводе в родном селе Верхний Тагил Екатеринбургского уезда.
1901 году переведена на заведование школой в село Покровское Покровской волости, где проработала 4 года. Там и познакомилась со своим будущим мужем. 3 июля 1905 год состоялось венчание Михаила Михайловича Аввакумова с Фаиной Игнатьевной Кондратьевой в Единоверческой Христорождественской церкви Верх-Исетского завода.
В 1905 году приезжает с мужем на Асбестовые прииски, где при её активном участии открылись две школы: трёхклассная — на Поклёвском, и четырёхлетняя на Вознесенском, где заведующей была Фаина Игнатьевна Аввакумова.
В 1912 году по представлению Инспектора народных училищ Екатеринбургского уезда Ф. И. Аввакумова Высочайшим Указом была награждена серебряной медалью «За труды по народному образованию».
В 1918 году погиб муж, и Фаина Игнатьевна не только поднимала своих пятерых детей самостоятельно, но и помогала другим.
В конце 1919 года на Асбестовых рудниках Баженовского района по инициативе Ф. И. Аввакумовой были открыты вечерние курсы для повышения квалификации работающих на производстве подростков. На курсах занималось 200 человек. Группа учителей, во главе с Фаиной Игнатьевной, бесплатно занималось с подростками после своей основной работы. В начале 1920 года, согласно Декрету Наркомпроса, курсы были преобразованы в профтехшколу.
27 ноября 1919 года в Асбесте открывается Дом ребёнка.

Всю хозяйственную работу Ф. И. Аввакумова взяла на себя, помогая подобрать коллектив для работы с детьми. Одновременно Фаина Игнатьевна Аввакумова возглавила начальную школу первой ступени на Государственных Асбестовых рудниках. В школу набрали 90 учащихся. — из книги Л. Ф. Амосовой «Асбест. Жизнь и судьба»

С 1927 года преподаёт русский язык и литературу во вновь построенной школе-семилетке в Асбесте.
С 1928 Ф. И. Аввакумова неоднократно избирается депутатом поселкового совета. Дважды её имя занесено в Областную Книгу почёта. В 1939 году награждена медалью «За трудовое отличие». Вскоре в школе № 1 имени М. Горького Уральской студией «Совкино-журнала» был снят киноочерк о первой учительнице Асбеста, награждённой в Кремле Правительственной наградой.
Умерла в Ленинграде в 1959 году. Похоронена в Колпино.
Братья
- Сергей Михайлович Аввакумов
- Павел Михайлович Аввакумов — художник (17 июня 1911 — 4 октября 1939)[14]
- Анатолий Михайлович Аввакумов — командир-политрук (1914 — 16 февраля 1942)[15]

Сестра
- Галина Михайловна Аввакумова (в замужестве Геращенко) (—1993)

Жена
- Галина Давыдовна Аввакумова (в девичестве Нариньяни) (1910—1972).

Сыновья
- Игорь Николаевич Аввакумов (1933—2004)
- Михаил Николаевич Аввакумов (р. 1938) — художник-график, плакатист, профессор МГХАИ им. В. И. Сурикова, Член-корреспондент Российской академии художеств, Заслуженный деятель искусств Российской Федерации.

Внуки
- Юрий Игоревич Аввакумов (р. 1957) — архитектор, художник, куратор, Член-корреспондент Российской академии художеств.
- Николай Игоревич Аввакумов
- Николай Михайлович Аввакумов (р. 1970) — скульптор, график, реставратор, архитектор, член ЭКОСа при Главном архитекторе города Москвы.
- Денис Михайлович Аввакумов (р. 1981)

## Увековечение памяти
В городе Асбест есть улица Аввакумова.

Центр детского творчества им. Н. М. Аввакумова:

В 1988 году решением Президиума Верховного Совета РСФСР Дворцу пионеров присвоено имя нашего земляка Н. М. Аввакумова.

 Проводятся конкурсы рисунка его имени.
15 июня 1976 года был открыт музей Н. М. Аввакумова.
Его имя выбито золотыми буквами на мемориальной доске художников — участников Великой Отечественной войны в фойе Московского дома художников на улице Кузнецкий мост.